# Echinacea (échinoderme)
Super-ordre
Pour les articles homonymes, voir Echinacea (homonymie).
Pour le genre de plantes, voir Echinacea.
Les Echinacea forment un super-ordre d'oursins au sein de l'infra-classe des Carinacea.

## Caractéristiques
Ce sont des oursins réguliers de forme arrondie ; la bouche est située au centre de la face orale (inférieure), et l'anus à l'opposé, au sommet du test (coquille).
Leur test, calcaire, est rigide et couvert de piquants durs (« radioles ») ; il est caractérisé dans ce clade par les dix plaques qui entourent le péristome (membrane située autour de la bouche). Ces oursins possèdent aussi des organes respiratoires développés, semblables à des branchies, ce qui est rare chez les oursins.

## Taxonomie
| Selon World Register of Marine Species (3 décembre 2013) : - Ordre Arbacioida (Gregory, 1900) -- 1 famille et 2 fossiles - Ordre Camarodonta (Jackson, 1912) - Infra-ordre Echinidea (Kroh & Smith, 2010) -- 5 familles - Infra-ordre Temnopleuridea (Kroh & Smith, 2010) -- 2 familles et 2 fossiles - Ordre Stomopneustoida (Kroh & Smith, 2010) -- 2 familles et 1 fossile - Famille Glyphopneustidae Smith & Wright, 1993 † | Selon ITIS (3 octobre 2013) : - Ordre Arbacioida (Gregory, 1900) - Ordre Echinoida (Claus, 1876) - Ordre Phymosomatoida (Mortensen, 1904) - Ordre Salenioida (Delage & Hérouard, 1903) - Ordre Temnopleuroida (Mortensen, 1942) |

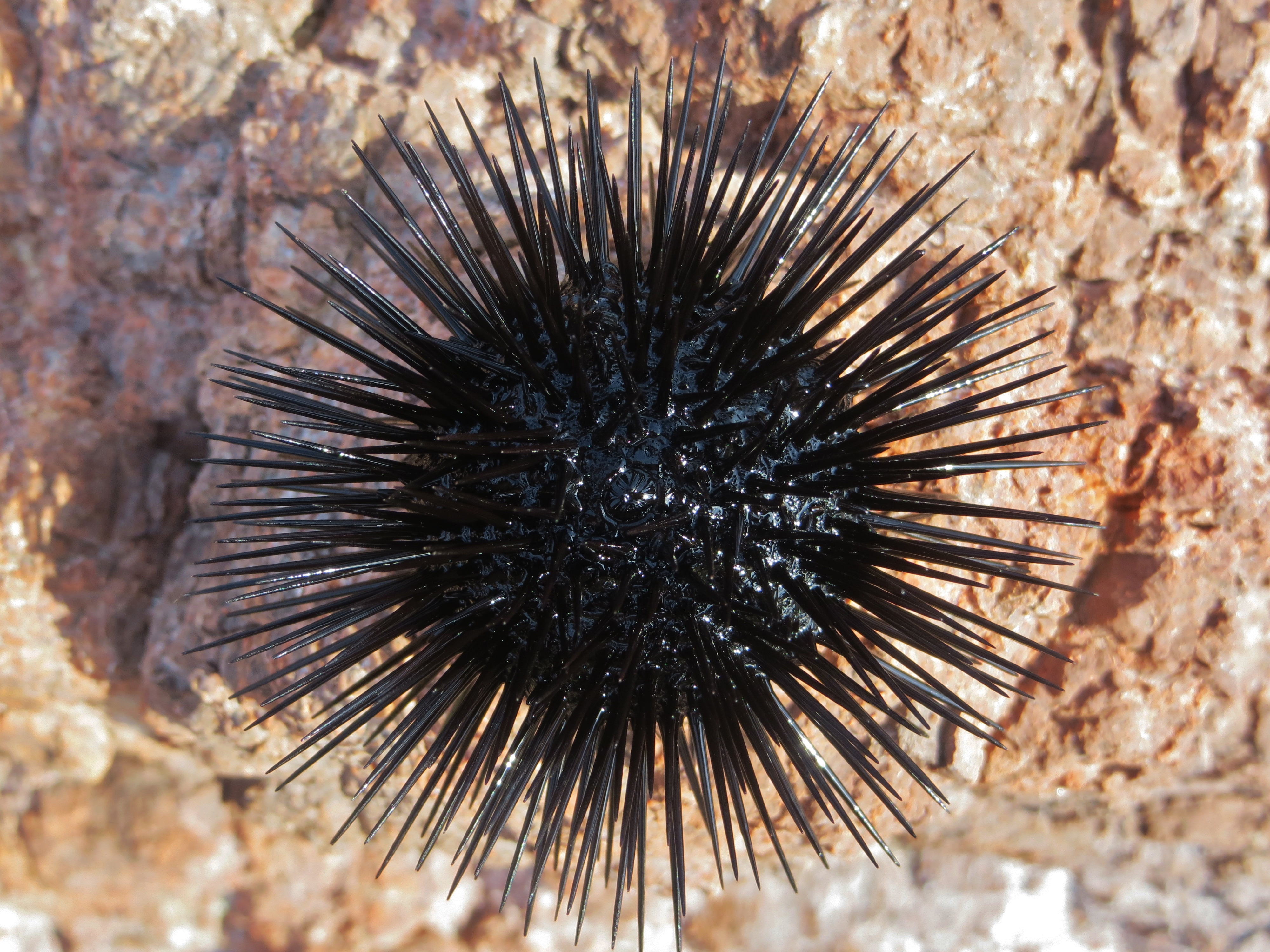
Arbacia lixula, un Arbacioida
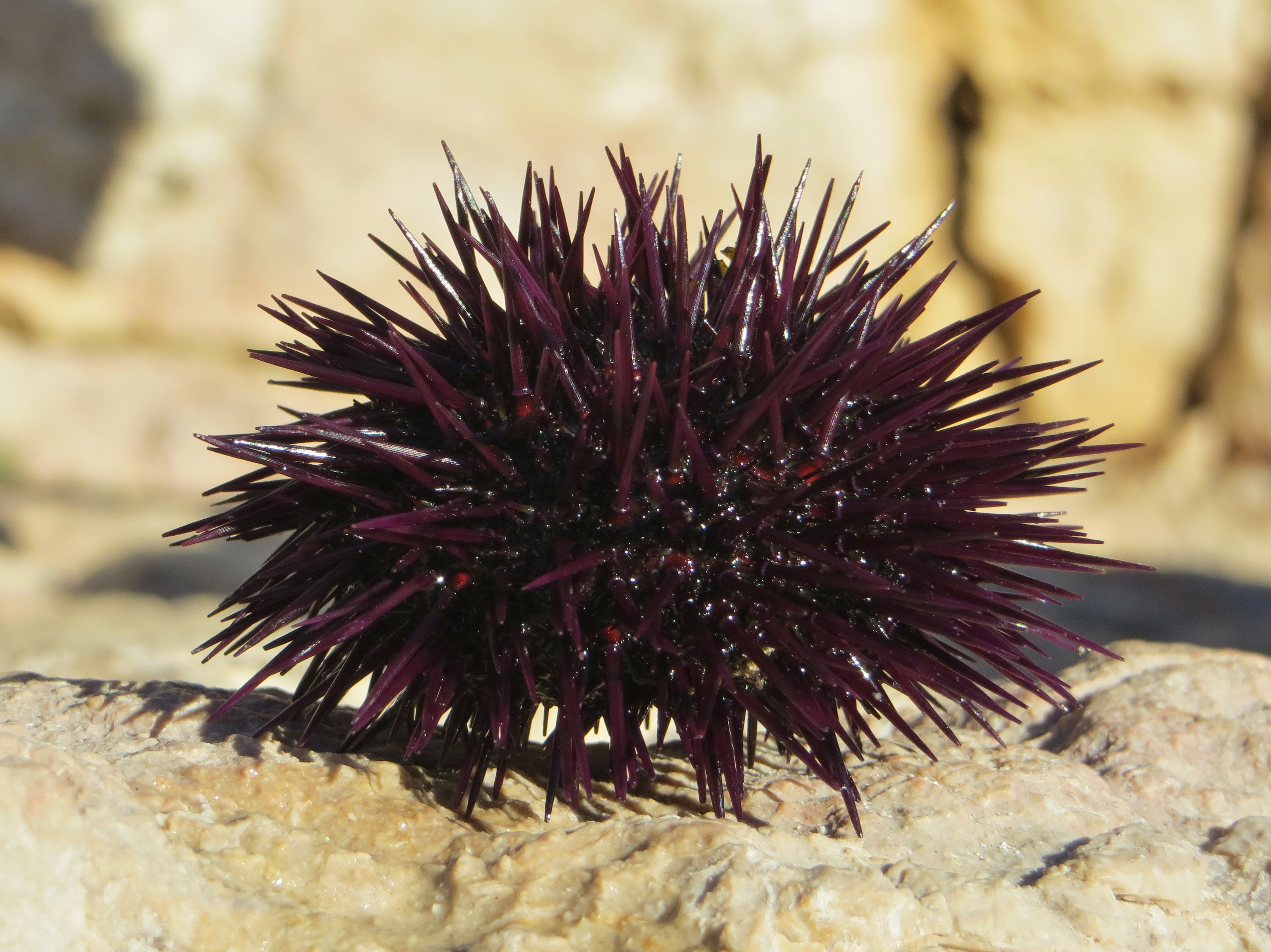
Paracentrotus lividus, un Echinidea
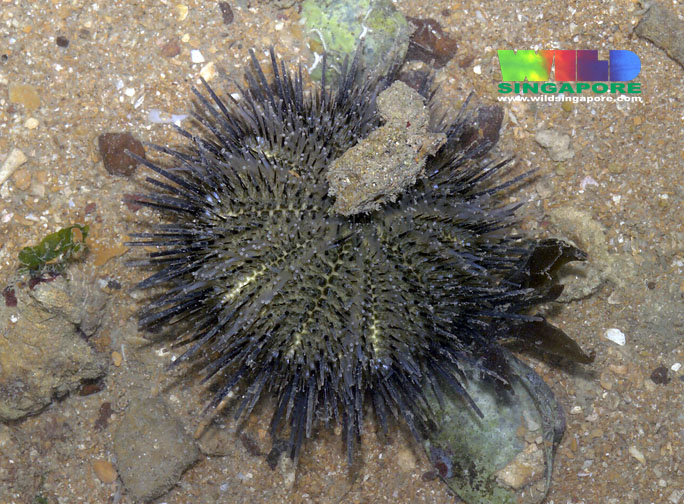
Temnopleurus toreumaticus, un Temnopleuridea
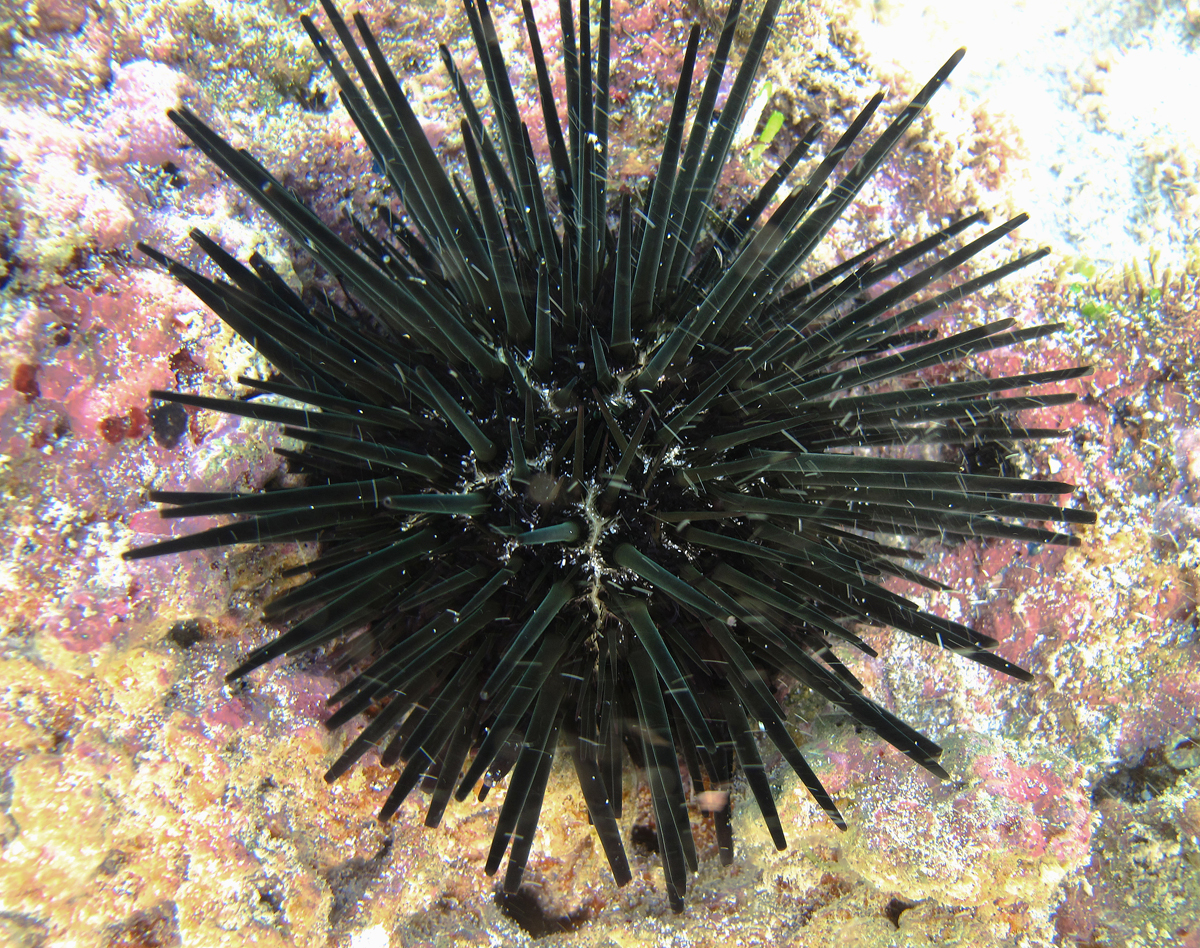
Stomopneustes variolaris, un Stomopneustoida

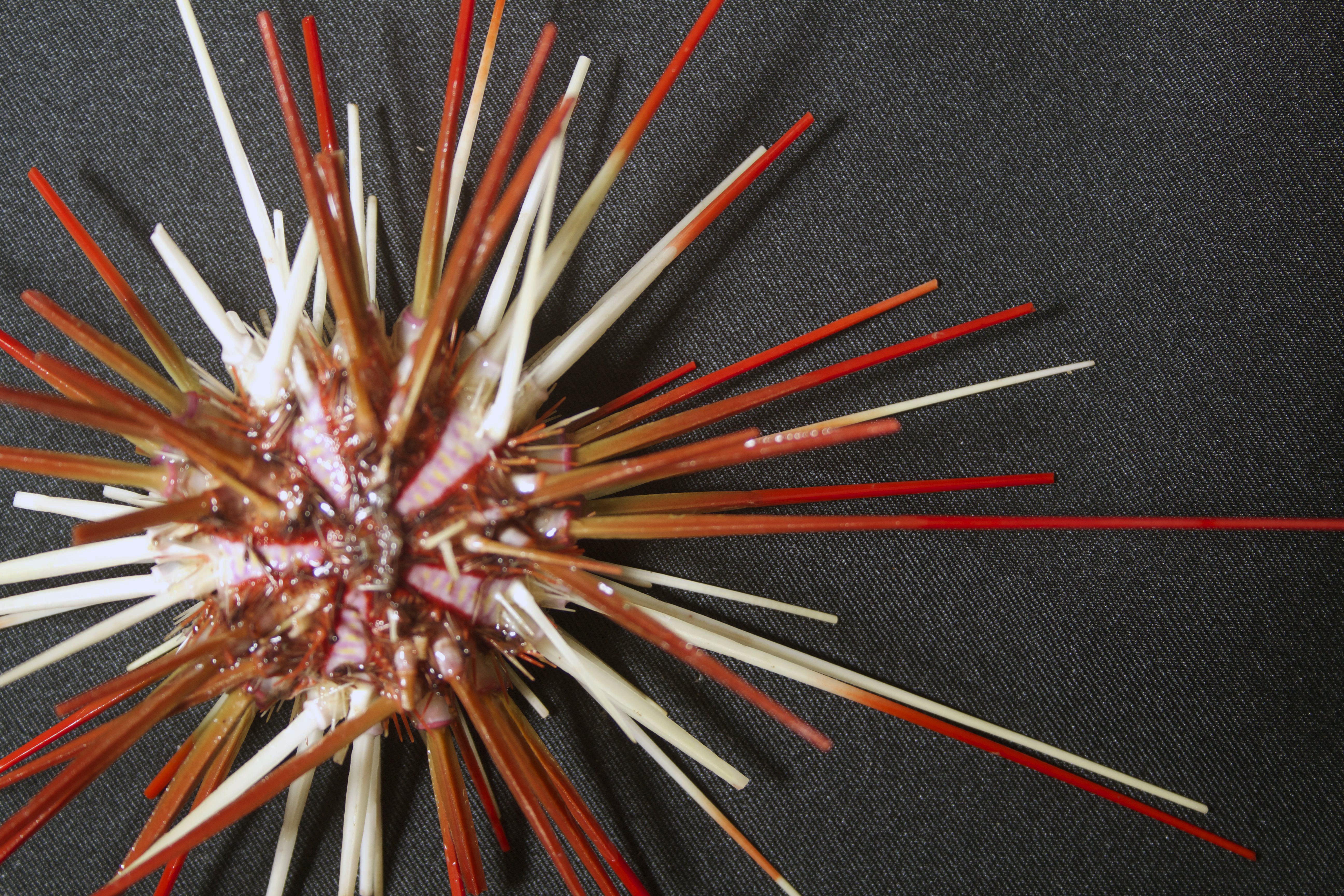
Coelopleurus floridanus, un Arbacioida particulier
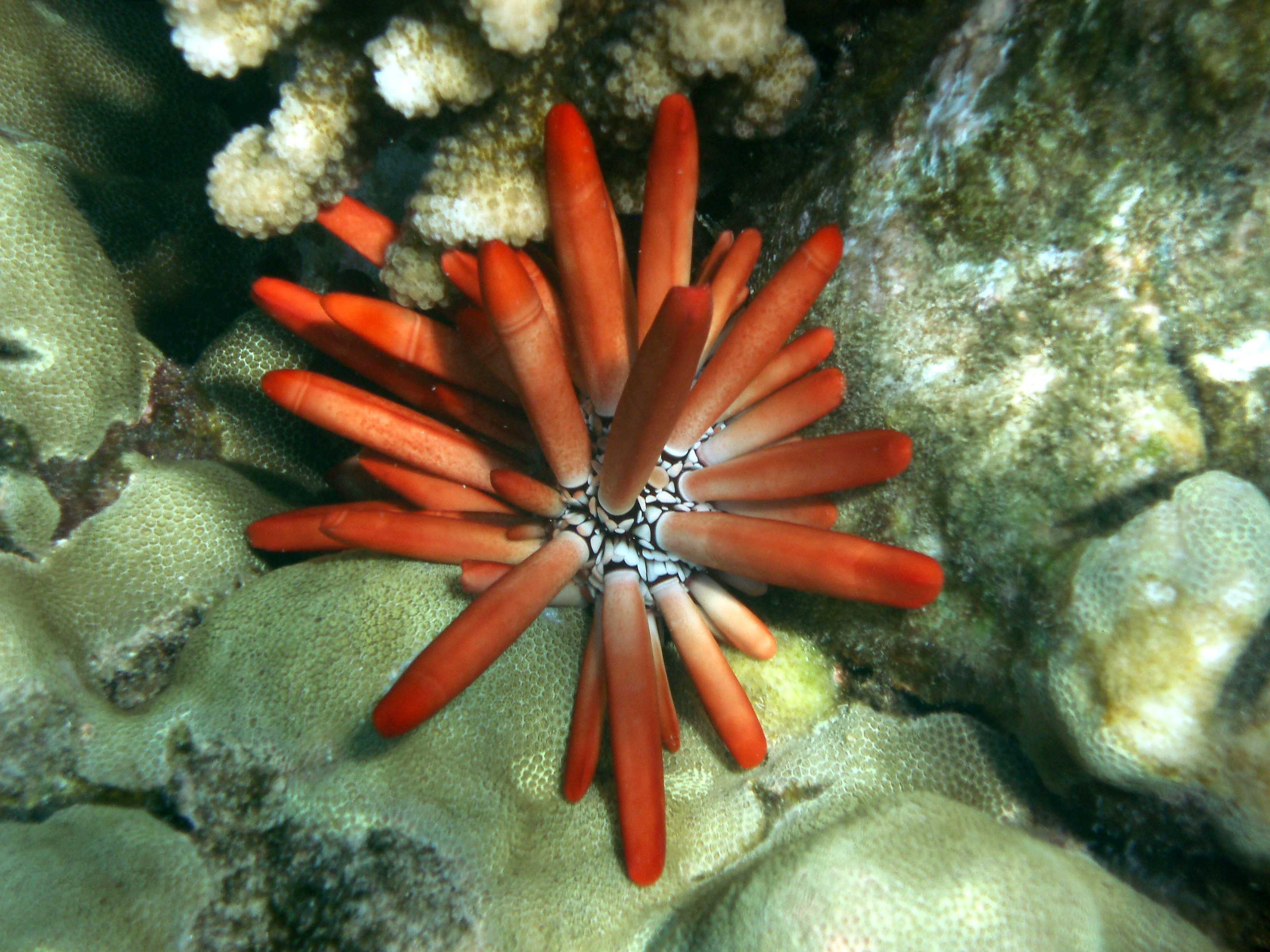
Heterocentrotus mammillatus, un Camarodonta particulier.
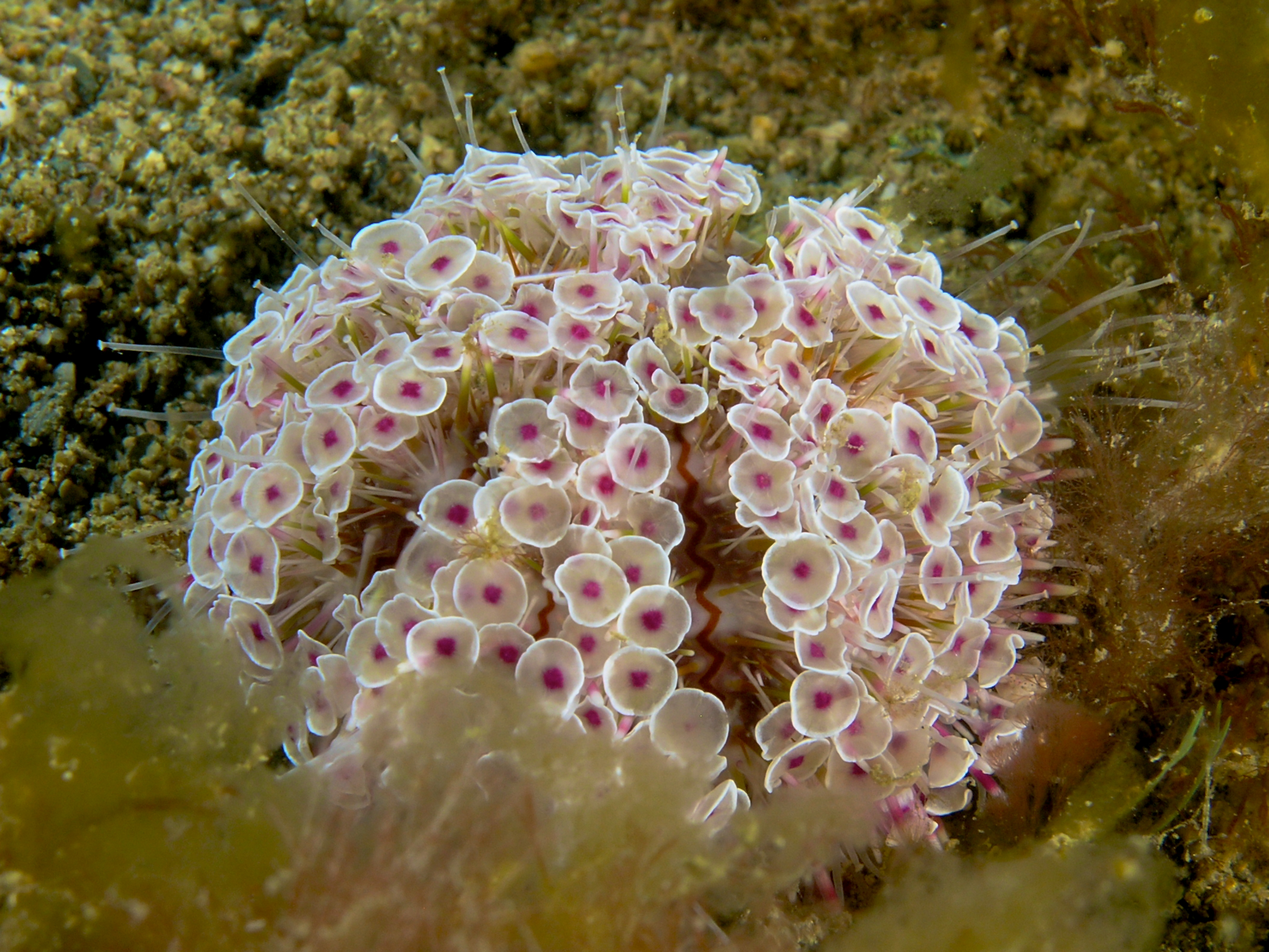
Toxopneustes pileolus, un Camarodonta particulier.
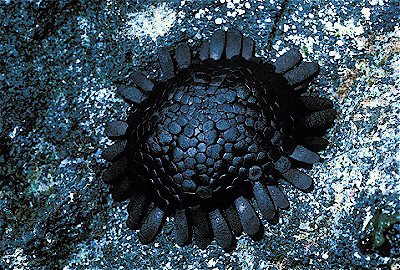
Colobocentrotus atratus, un Camarodonta particulier.
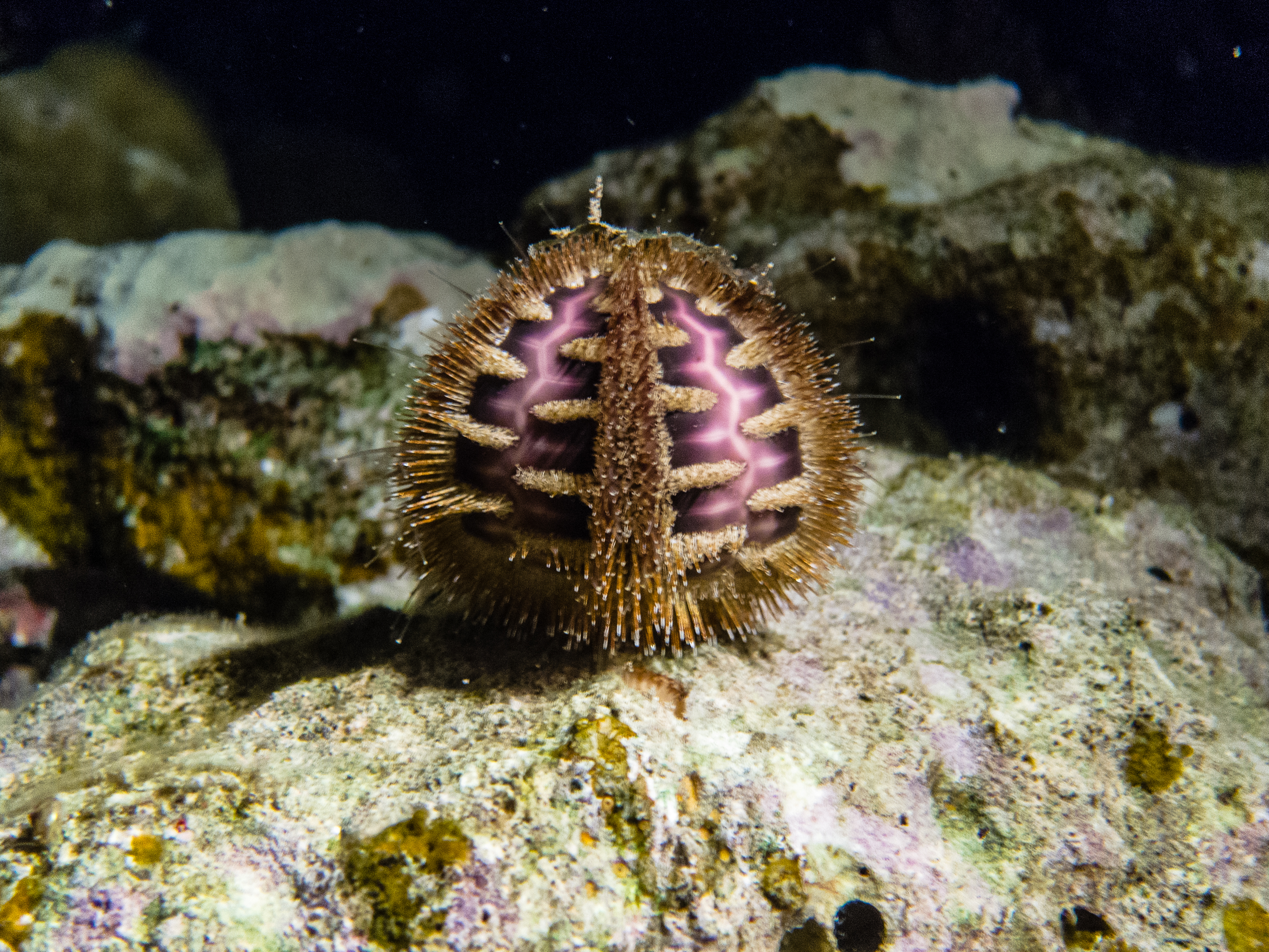
Microcyphus rousseaui, un Temnopleuridea particulier